# José Ramón Esnaola
José Ramón Esnaola Laburu (født 30. juni 1946 i Andoain, Spanien) er en spansk tidligere fodboldspiller (målmand) og -træner. Han spillede en årrække hos både Real Sociedad og Betis, og vandt pokalturneringen Copa del Rey med sidstnævnte i 1977.

## Titler
Copa del Rey
- 1977 med Betis